# 天主教里諾教區
天主教里諾教區（拉丁語：Diocesis Renensis）是美國一個羅馬天主教教區，屬舊金山總教區。成立於1931年3月27日升為教區。
範圍包括內華達州西北部，教座位於第三大城市里諾。2010年有教友132,982人（佔轄區人口15.9%）、廿八個堂區、五十名司鐸。現任教區主教為蘭道夫·羅格·卡佛。